# اردنه (غوبی‌آلتای)
اردنه (به لاتین: Erdene) یک منطقهٔ مسکونی در مغولستان است که در استان گاوی-آلتای واقع شده‌است. اردنه ۲۶٬۰۶۶ کیلومتر مربع مساحت دارد.